# Rusłan Miszczenko
Rusłan Miszczenko (ros. Руслан Мищенко, ur. 24 kwietnia 1964) – radziecki lekkoatleta specjalizujący się w biegach płotkarskich i sprinterskich.
Największy sukces w karierze odniósł w 1983 r. w austriackim mieście Schwechat, zdobywając na mistrzostwach Europy juniorów złoty medal w biegu na 400 metrów przez płotki (uzyskany czas: 49,71). Wystąpił również w biegu sztafetowym 4 × 400 metrów, w którym reprezentanci Związku Radzieckiego zdobyli brązowy medal (uzyskany czas: 3:06,45).
Rekord życiowy w biegu na 400 m ppł – 49,71 (28 sierpnia 1983, Schwechat).